# Fiumicello
Fiumicello (friuli nyelven Flumisel) település Olaszországban, Friuli-Venezia Giulia régióban, Udine megyében. Lakosainak száma 4972 fő (2018. január 1.). Fiumicello Aquileia, Ruda, Turriaco, Grado, San Canzian d'Isonzo és Villa Vicentina községekkel határos.

## Népesség
A település népességének változása:

| 2017 | 4 953 |
| 2018 | 4 972 |